# تبريد الحاسوب

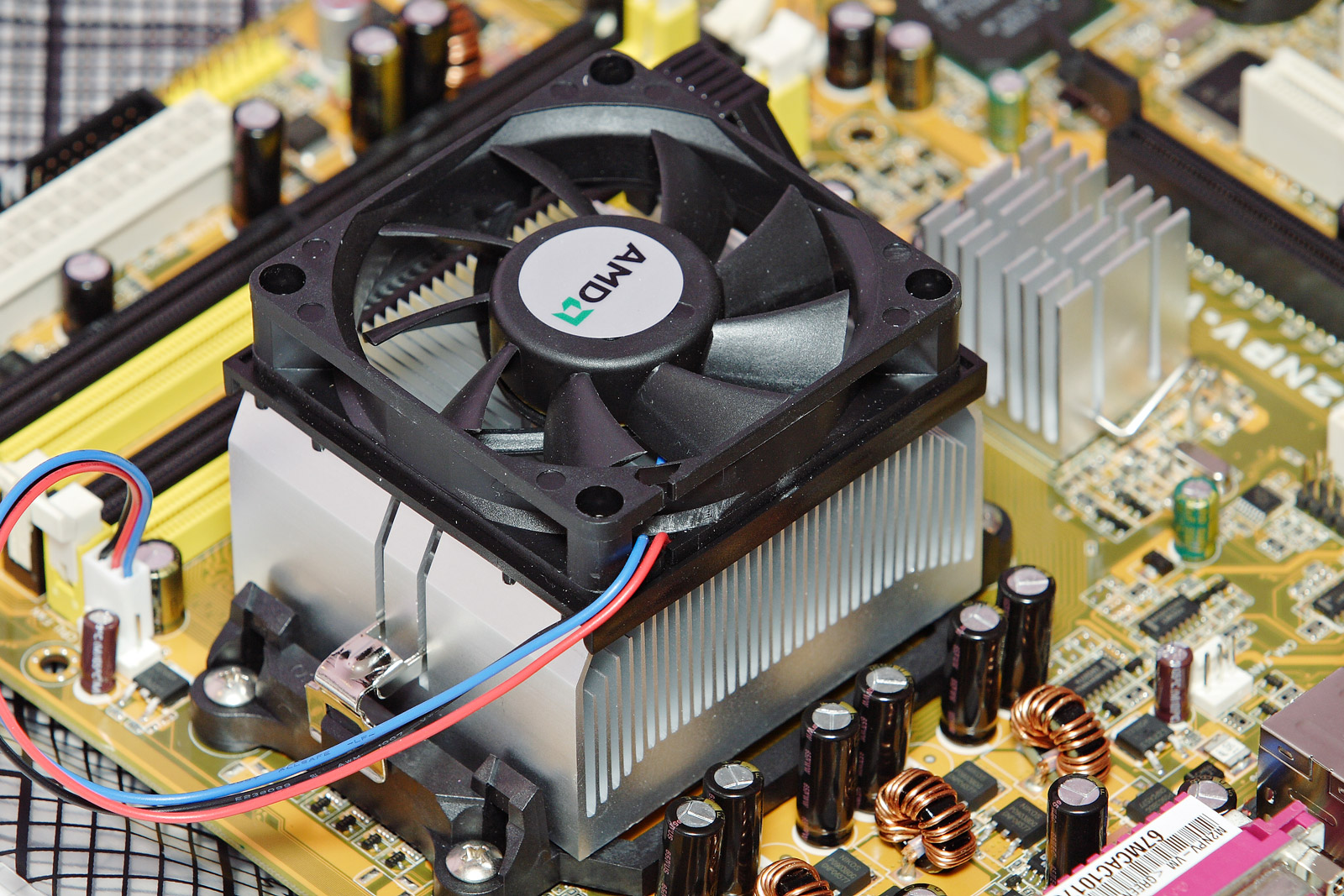
مشتت حراري مزعنف ومروحة مثبتان على معالج دقيق، مع مشتت حرارة ذي حجم أصغر بدون مروحة في الخلفية.

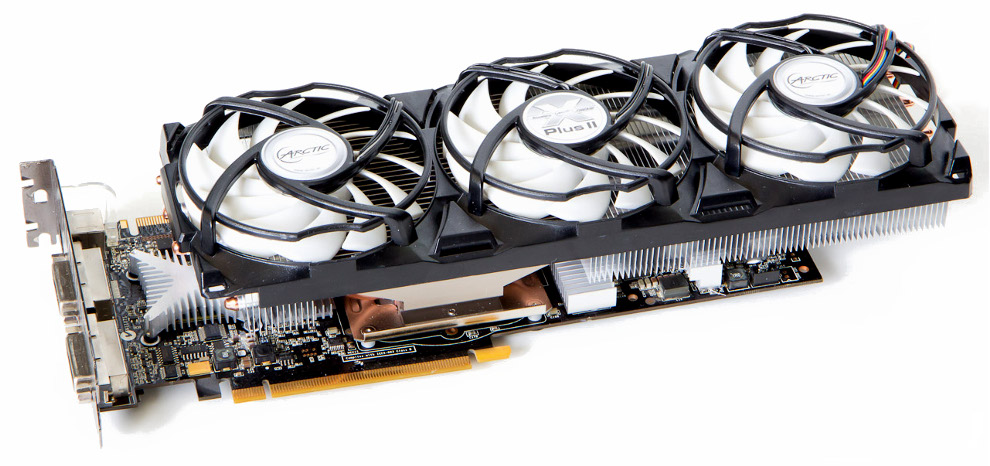
مشتت حراري مزود بثلاث مراوح ومثبت على بطاقة الرسومات لزيادة كفاءة تبريد وحدة معالجة الرسوميات والمكونات المحيطة.

إن تبريد الحاسوب (بالإنجليزية: Computer cooling)‏ ضروري للتخلص من الحرارة المتبددة الناتجة عن مكونات الحاسوب، وذلك للحفاظ على المكونات في حدود درجة حرارة التشغيل المسموح بها.
إن المكونات المعرضة للتعطل المؤقت أو التضرر الدائم إذا زادت درجة الحرارة أكثر مما ينبغي تتضمن الدارات المتكاملة مثل، وحدة المعالجة المركزية ومجموعة الشرائح وبطاقة العرض المرئي والأقراص الصلبة.
عادةً ما يتم تصميم المكونات لتخرج أقل كمية حرارة ممكنة، وقد يتم تصميم أجهزة الحاسوب وأنظمة التشغيل لتقلل من استهلاك الطاقة وارتفاع درجة الحرارة الناتجة عنه وفقًا لحمل العمل، ولكن قد يتم إخراج كميات من الحرارة تزيد عما يمكن التخلص منه دون الاضطرار إلى تبريده. ويقلل استخدام المشتتات الحرارية التي يتم تبريدها بتدفق الهواء من ارتفاع درجات الحرارة الناتجة عن كمية معينة من الحرارة. قد تساعد مراعاة أنماط تدفق الهواء على الوقاية من حدوث نقاط ساخنة. ويشيع استخدام مراوح أجهزة الحاسوب للتقليل من درجات الحرارة عن طريق طرد الهواء الساخن بشكل مستمر. يوجد أيضًا أساليب أكثر تطرفًا وغرابة، منها التبريد السائل.
العديد من أجهزة الحاسوب مصممة لتصدر إنذارًا أو تتوقف عن التشغيل تلقائيًا إذا تخطت درجات الحرارة الداخلية الخطيرة حدًا معينًا.
قد يكون التبريد مصممًا لتقليل درجة الحرارة المحيطة داخل علبة الحاسوب، على سبيل المثال عن طريق طرد الهواء الساخن، أو لتبريد مكون واحد أو منطقة صغيرة (التبريد الموضعي). وتتضمن المكونات التي يتم تبريدها بصورة منفردة وحدة المعالجة المركزية (CPU) ووحدة معالجة الرسوميات (GPU) وشريحة نورث بريدج.

## المكونات المولدة للحرارة غير المرغوب بها
إن الدارات المتكاملة (على سبيل المثال، وحدة المعالجة المركزية ووحدة معالجة الرسوميات) هو المكونات المولدة للحرارة الرئيسية في أجهزة الحاسوب الحديثة. من الممكن تقليل توليد الحرارة عن طريق التصميم الفعال وتحديد بارامترات التشغيل مثل الفولتية والتكرارية، ولكن في النهاية يمكن تحقيق الأداء المقبول بالسماح بوجود توليد للحرارة بكميات كبيرة.

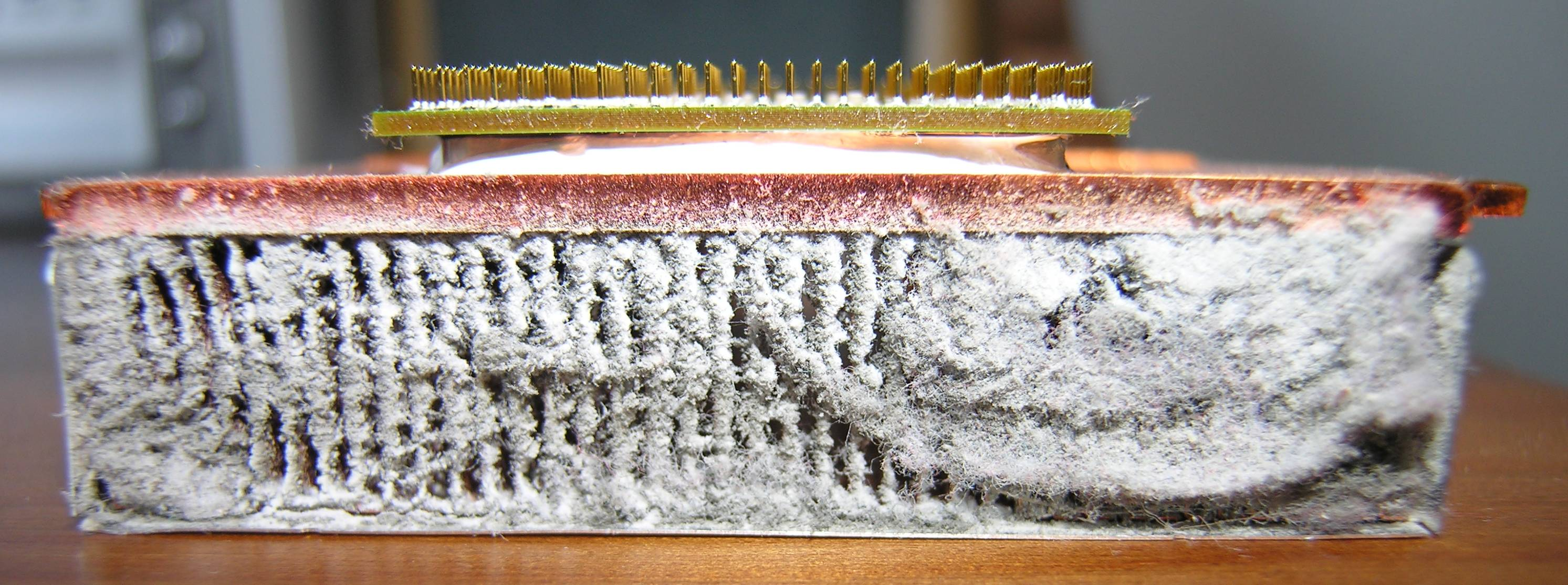
تراكم الغبار على وحدة المعالجة المركزية في مشتت الحرارة المأخوذ من كمبيوتر محمول بعد 3 سنوات من الاستخدام جعل من المستحيل استخدام الحاسوب المحمول نتيجة عمليات إيقاف التشغيل المتكررة الناتجة عن الحرارة.

أثناء التشغيل، ترتفع درجة حرارة مكونات جهاز الحاسوب حتى تصبح الحرارة المنقولة إلى البيئة المحيطة مساوية للحرارة الناتجة عن المكون؛ أي حتى الوصول إلى التوازن الحراري. للحصول على تشغيل فعال، يجب ألا تزيد درجة الحرارة عن القيمة القصوى المحددة المسموح بها لكل مكون. وبالنسبة لأشباه الموصلات، فإن درجة حرارة التقاطع اللحظية هي الحاسمة بدلاً من درجة حرارة علبة المكون أو المشتت الحراري أو درجة الحرارة المحيطة.